# Stanoulovtsi
Stanounolovtsi (en macédonien Стануловци) est un village du centre de la Macédoine du Nord, situé dans la municipalité de Sveti Nikolé. Le village comptait 2 habitants en 2002.

## Démographie
Lors du recensement de 2002, le village comptait :
- Macédoniens : 2